# Scott Clausen
Pour les articles homonymes, voir Clausen (homonymie).
Scott Clausen est un compositeur américain né le 8 mai 1974 à Hollywood, Californie (États-Unis).

## Filmographie

### Acteur

#### Télévision
Séries télévisées
- 2008 : The Big Idea with Donny Deutsch : Lui-même

### Compositeur

#### Cinéma
- 2001 : Mindstorm
- 2008 : The Disney Channel Games

#### Courts-métrages
- 2008 : Outsource
- 2008 : The Babysitter
- 2015 : Audubon Bike Project

#### Télévision
Séries télévisées
- 2000-2002 : The Hughleys
- 2000-2005 : All That
- 2002 : The Rerun Show
- 2002-2003 : According to Jim
- 2002-2003 : Ce que j'aime chez toi
- 2004 : Ned ou Comment survivre aux études
- 2004-2005 : Less Than Perfect
- 2004-2006 : Drake & Josh
- 2006 : Four Kings
- 2006-2008 : Happy Hour
- 2007 : Cory est dans la place
- 2007 : Diagnosis X
- 2007 : Man Caves
- 2009-2010 : Better Off Ted
- 2009-2011 : Sonny
- 2010-2011 : Zeke et Luther
- 2011-2012 : Sketchs à Gogo!
- 2013-2014 : Sean Saves the World
- 2014-2016 : Nicky, Ricky, Dicky et Dawn
- 2015 : Future Shock
- Prochainement : Frankie et Paige

Téléfilms
- 2004 : The Seinfeld Story
- 2005 : All That 10th Anniversary Reunion Special
- 2007 : CNN Heroes: An All-Star Tribute
- 2007 : Henry Rollins: Uncut from Israel
- 2008 : Henry Rollins Uncut: New Orleans
- 2009 : The Big D
- 2010 : Awkward Situations for Men
- 2010 : It Takes a Village
- 2013 : Christmas Bounty
- 2013 : Jacked Up
- 2015 : L'Aventure de Ouf de Mark et Russell
- 2015 : Untitled Johnny Knoxville Project
- 2016 : Planet of the Couches

### Directeur de la photographie

#### Courts-métrages
- 2015 : Audubon Bike Project